# Facelina rubrovittata
Facelina rubrovittata (Costa A., 1866) è un mollusco nudibranchio della famiglia Facelinidae.

## Descrizione
Ha un corpo lungo fino a 2 centimetri, di colore da bianco a rossastro, talvolta rosso, traslucido, caratterizzato da linee rosse spezzate e cerata rossi.

## Biologia
Si nutre di idrozoi del genere Eudendrium.

## Distribuzione e habitat
La specie è endemica del mar Mediterraneo. Vive su fondali sabbiosi fino a 20 metri di profondità.